# ریکاردو سیروو
ریکاردو سیروو (زادهٔ ۱ آوریل ۲۰۰۲) بازیکن فوتبال اهل ایتالیا است. وی در پست مهاجم برای باشگاه فوتبال کوزنتسا کالچو بازی می‌کند.